# 15E CCFL
A 15E é uma carreira eletroviária da Carris, transportadora coletiva urbana da cidade de Lisboa, Portugal. Serve a zona ribeirinha da cidade, ligando Algés à Praça da Figueira. Enquanto carreira que serve a zona da Ajuda / Belém, é simbolizada com a cor rosa. Tem os seu terminais na Praça da Figueira e em Algés (Jardim), sendo a única carreira pós-1995 que sai dos limites do concelho de Lisboa.

## História

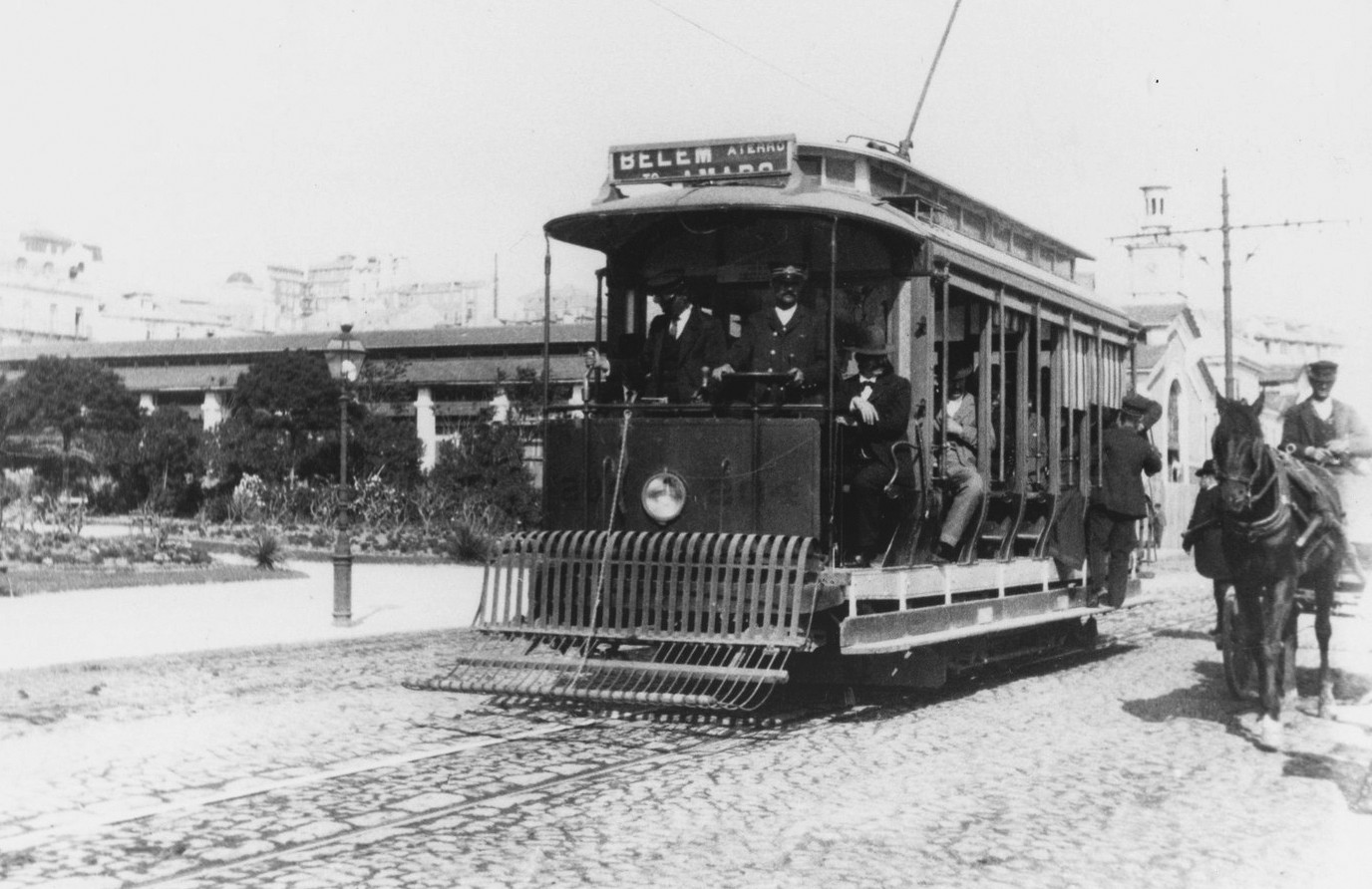
Carro elétrico CCFL 204 no Cais do Sodré com destino a Belém (15E), na primeira metade de década de 1900.

Foi a primeira carreira da rede de elétricos de Lisboa, inaugurada em 1901.
Por volta de 1994, era identificada com a cor roxa em folhetos informativos da Carris. Em 1995 sofreu uma modernização da sua infraestrutura e da sua frota com a entrada em circulação dos elétricos articulados. Em 1996 foi encurtada do Estádio Nacional a Algés Jardim. Até 2023, esta carreira também tinha alguns elétricos remodelados ao serviço para suprir falta de carros articulados.
Com a requalificação da zona ribeirinha pela CML foi anunciado em 2014 o prolongamento desta carreira até à estação de comboios de Santa Apolónia.
Desde o dia 16 de Dezembro de 2016, com a requalificação da zona do Cais do Sodré, esta carreira passou a ter uma nova paragem nos dois sentidos: "Corpo Santo".
Em 2019, no âmbito da aquisição dos 15 novos elétricos articulados, foram anunciadas as expansões à Cruz Quebrada, por um lado, e ao Parque das Nações, por outro.